# Карловіце (Вроцлав)
Карловіце (нім. Карловіц, Karlowitz ) — частина (зазвичай звана житловим масивом) Вроцлава, в житловому масиві Карловіце-Ружанка, за північним берегом річки Старий Одер. У 1952–1990 роках (до скасування поділу Вроцлава на райони) входив до складу району Псі Поле. На заході межує з Поляновіце, а на півночі з Солтисовіце. Тут проживає близько 20 тисяч осіб.

## Опис

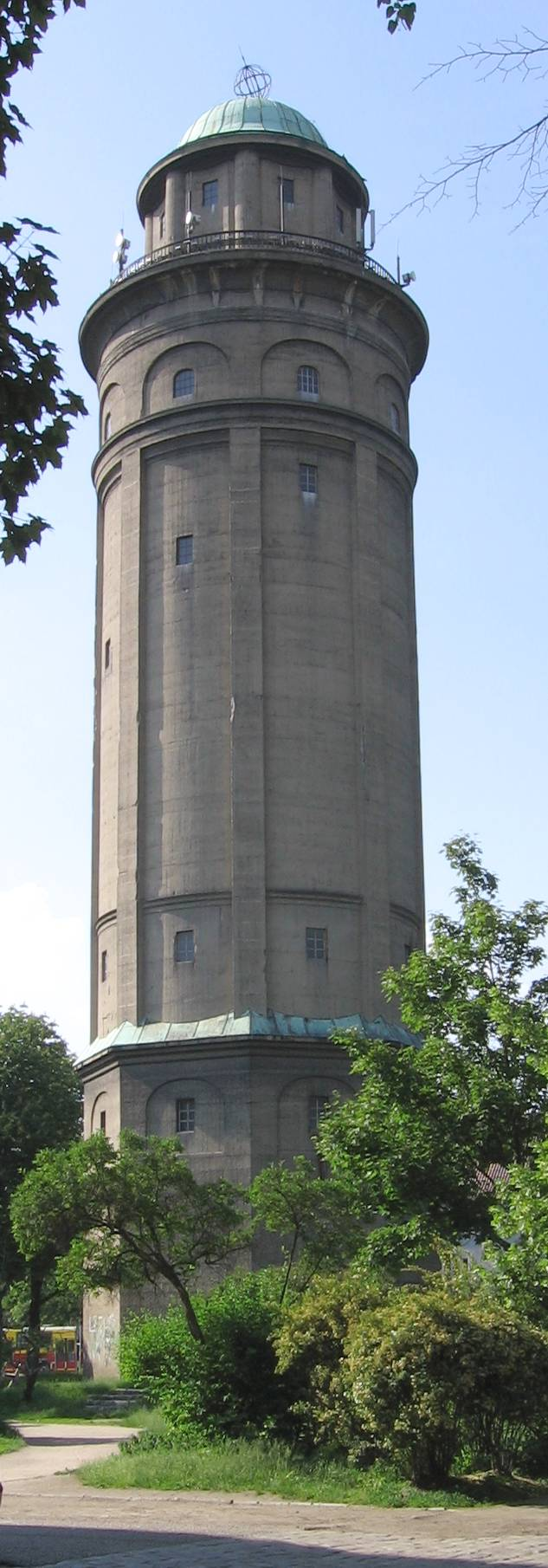
водонапірна вежа вул. Каспровича та пл. Даниловський

Головна вулиця району – Алея Каспровича. Більшість найважливіших споруд району рубежу XIX - XX століть (костел св. Антонія з францисканським монастирем, дитячою лікарнею – колишнім монастирем урсулінок, водонапірною вежею ) та найбільш представницькими віллами. Односімейні будинки розташовані на сусідніх менших вулицях; у східній частині садиби, на кількох вулицях, у 1920-1930 - х роках збудовано дво- та триповерхові багатоквартирні будинки. У Карловіце на вул. Czajkowskiego 109, там же знаходяться казарми Академії сухопутних військ. Тадеуш Костюшко.
На вулиці Кошаровій, у кварталі між Спортовою, Солтисовицькою та залізницею, за часів ПНР розташовувалися казарми радянської армії, а вулиця Кошарова від Пшибишевського до Солтисовицької була закрита для руху. На початку 90-х. У 1960-х роках, після того, як залишилися останні іноземні війська, будівлі, які ці війська раніше займали, були передані цивільній владі, а відбудовані будівлі незабаром стали інфекційною лікарнею, а деякі будівлі були передані університету ім. Вроцлав (пізніше Нижньосілезьке відділення Інституту національної пам’яті знайшло своє місце в інших будівлях). Третя лікарня, запущена кількома роками раніше (15.06.1984 як лікарня «Сорока річчя БНР»), розташована в північній частині садиби на вул. Kamieński 73а.
Карловіце входять до адміністративної одиниці Карловіце-Рожанка, до території якої входять, окрім Карловіце та Ружанки, також частина районів сусідніх населених пунктів (Міровець, Ковале, Посьвентне та Липа Піотровська).

## Назва
Назва належить до групи патрономічних імен і походить від імені засновника села Карла  . Генріх Адамі у своїй праці про назви місцевостей у Сілезії, опублікованій у 1888 році у Вроцлаві, згадує Карловіце як найдавнішу зафіксовану назву місцевості, даючи її значення «Dorf des Karl», тобто «село Кароля» польською .
У топографічному словнику Пруса 1835 року місто позначається під польською назвою Carlowice та німецькою Carlowitz , а виданий півстоліттям пізніше «Географічний словник Королівства Польського та інших слов’янських країн» — під назва Карловіце .

## Історія
Поселення засноване ігуменом монастиря св. Wincenty Carl Keller близько 1699 року, але в документах вперше згадується лише в 1736 році під назвою Carlwitz (від імені засновника поселення). Через кілька років село з'являється в документах під назвою Карловиці. До 1810 року поселення належало монастирю, після чого перейшло у приватні руки. Навіть у 19 столітті в селі переважало польське населення, а останній польськомовний староста був близько 1850 року. Антоні Шульц (прадід Яна Едмунда Османчика )  . У 1894–1901 рр. велося будівництво неоготичного костелу та францисканського монастиря в подібному стилі. У 1911 році німецький архітектор Пауль Шміттеннер розпочав будівництво Gartenstadt Carlowitz («місто-сад Карловіце»), у 1913 році була побудована ринкова площа в Карловіце (нині площа Пілсудського), а в 1915 році водонапірна вежа, яку видно здалеку на сучасній площі. мн. Daniłowskiego, а в 1928 році місто було включено до Вроцлава як одне з кількох нових поселень. У 1933-1935 роках між нинішніми вулицями Пшибишевського та Пшесмицького було збудовано нову духовну семінарію Вроцлавської архиєпархії (нині будівля належить Вроцлавському університету). Під час Другої світової війни район практично не постраждав і його досі іноді називають, як і на початку 20 століття, «містом-садом» або «маєтком-садом». Окрім суто рекреаційного та житлового характеру, район також має установи, які підвищують престиж району, такі як школи (початкова, середня, а до 1993 року також середня школа), університети (деякі університетські факультети та офіцерська школа) і лікарні.

## Офіси та установи
- Пошта Вроцлав 8
- Поліцейський відділок Wrocław Psie Pole
- Початкова школа No83 Яна Каспровича та ін. Боя-Желенського 32
- Початкова школа № 20 за адресою вул. Kamieńskiego 24
- ДЮСШ №24 Януша Корчака на вул. Przybyszewskiego 59 (ліквідована у зв'язку з реформою освіти ).
- Римо-католицька парафія св. Ентоні (францисканці)
- Нижньосілезький педіатричний центр ім Януша Корчака (зараз це частина Воєводської спеціалізованої лікарні на вул. Koszarowa)
- Обласна спеціалізована лікарня на вул. Kamieński
- Губернська спеціалізована лікарня ім Й. Громковського на вул. Кошарова
- Вроцлавський університет - Факультет соціальних наук (вул. Koszarowa) і частково факультети біологічних наук, біотехнології та наук про Землю та розвитку навколишнього середовища (вул. Пшибишевський)
- Військовий університет сухопутних військ ген. Тадеуш Костюшко на вул. Чайковського 109
- Нижньосілезьке відділення Інституту національної пам'яті
- Мусульманський культурно-освітній центр при ін. Kasprowicza 24a

## Громадський транспорт

### Трамвайні лінії
- 1 (Poświętne – Biskupin)
- 6 (Kowale – Krzyki)
- 7 (Poświętne – Klecina)
- 8 (Karłowice – Tarnogaj)
- 11 (Kromera – Grabiszyńska (cmentarz))
- 15 (Poświętne – Park Południowy)
- 23 (Kromera – Wrocławski Park Przemysłowy)

### Автобусні лінії
- A (Koszarowa (szpital) – Krzyki)
- K (Kamieńskiego (кільце) – Gaj-кільце)
- N (Petrusewicza – Litewska)
- 105 (Kromera – Świniary)
- 108 (Dworzec Nadodrze – Pracze Widawskie)
- 111 (Kminkowa – Osiedle Sobieskiego)
- 116 (Plac Grunwaldzki – Sołtysowice)
- 118 (Rędzin – Sępolno/Wojnów)
- 119 (Blacharska – Sołtysowice)
- 128 (Pilczyce – Zakrzów)
- 129 (Poświęcka (ośrodek zdrowia) – Port lotniczy)
- 130 (Osiedle Sobieskiego – Kromera)
- 142 (Nowy Dwór (кільце) – Karłowice)
- 144 (Polanowice – Zwycięska)
- 319 (Klecina (stacja kolejowa) – Kamieńskiego (кільце))
- 904 (Galeria Dominikańska – Łozina (skrzyżowanie))
- 908 (Dw. Nadodrze – Szymanów - кільце)
- 914 (Galeria Dominikańska – Pruszowice)
- 924 (Galeria Dominikańska – Stępin - костел)
- 930 (Kromera – Krzyżanowice)
- 244 (Kminkowa – Petrusewicza; лінія нічна)
- 246 (Kozanów – Sołtysowice; лінія нічна)
- 247 (Giełdowa (centrum hurtu) – Polanowice; лінія нічна)
- 251 (Litewska – Krzyki; лінія нічна)
- 257 (Oporów – Ślazowa/Rędzin; лінія нічна)

## Дивись також
- Адміністративний поділ Вроцлава
- Парк Яна Каспровича
- Костел Божої Любові у Вроцлаві

## Зовнішні посилання
- Карловіце в архівних та сучасних світлинах
- Вроцлав - Карловіце (раніше: Carlowitz) на fotopolska.eu